# Maciej Nawacki
Maciej Nawacki (ur. 20 grudnia 1975 w Olsztynie) – polski prawnik, sędzia, doktor nauk prawnych, od 2018 członek Krajowej Rady Sądownictwa.

## Życiorys
W 1999 ukończył studia na Wydziale Prawa i Administracji Uniwersytetu Mikołaja Kopernika w Toruniu.
Do pełnienia urzędu sędziowskiego w Sądzie Rejonowym w Olsztynie powołany w 2007, wcześniej od 2005 r. orzekał w Sądzie Rejonowym w Szczytnie. 19 grudnia 2017 został powołany do pełnienia funkcji prezesa Sądu Rejonowego w Olsztynie przez Ministra Sprawiedliwości Zbigniewa Ziobrę na czteroletnią kadencję. 20 grudnia 2021 został powołany na drugą kadencję.
W lutym 2014 obronił rozprawę doktorską pt. Wyzysk. Studium karnomaterialne i kryminologiczne na Wydziale Prawa i Administracji Uniwersytetu Warmińsko-Mazurskiego w Olsztynie. Obecnie jest tam adiunktem Katedry Prawnej Ochrony Państwa. Specjalizuje się w prawie karnym, gospodarczym oraz zarządzaniu kryzysowym.
W marcu 2018 został powołany przez Sejm RP w skład Krajowej Rady Sądownictwa na czteroletnią kadencję. Jako kandydat przedłożył Marszałkowi Sejmu 28 podpisów poparcia od sędziów (wymagane jest 25 podpisów). Media ujawniły, że Nawacki sam poparł swoją kandydaturę, podpisując się na własnej liście poparcia, a także, że czterech sędziów wycofało swoje poparcie dla Nawackiego przed przedłożeniem list poparcia Marszałkowi Sejmu, na skutek czego Nawacki miał nie zebrać wymaganego poparcia, co mogło skutkować wadliwością jego powołania. Nawacki stwierdził, że ustawa nie przewiduje możliwości wycofania poparcia.
W listopadzie 2019, jako prezes Sądu Rejonowego w Olsztynie, zarządził natychmiastową przerwę w czynnościach orzeczniczych sędziego Pawła Juszczyszyna, który zażądał od Szefowej Kancelarii Sejmu przedłożenia list poparcia sędziów-kandydatów do Krajowej Rady Sądownictwa. Decyzja ta została początkowo uchylona przez Izbę Dyscyplinarną Sądu Najwyższego, jednakże w II instancji Izba Dyscyplinarna, po rozpatrzeniu zażalenia rzecznika dyscyplinarnego Przemysława Radzika, orzekła o zawieszeniu Juszczyszyna na czas postępowania dyscyplinarnego. Mimo wątpliwości co do statusu Izby Dyscyplinarnej prezes Nawacki wydał „zarządzenie techniczne”, na podstawie którego odebrał sprawy Juszczyszynowi, nakazał zwrot akt i zablokował mu dostęp do systemów informatycznych sądu, przy czym wyrokiem Europejskiego Trybunału Praw Człowieka z dnia 6 października 2022 powyższe działania zostały uznane za złamanie art. 6, 8 oraz 18 Europejskiej Konwencji Praw Człowieka. 7 lutego 2020 podczas zgromadzenia sędziów Sądu Rejonowego w Olsztynie podarł przed kamerami zgłoszony przez sędziów projekt uchwały, zawierającej apel o nieutrudnianie czynności służbowych Juszczyszynowi.
W marcu 2024 Nawacki został odwołany ze stanowiska prezesa Sądu Rejonowego w Olsztynie. Minister sprawiedliwości Adam Bodnar uzasadnił wniosek o odwołanie nadużywaniem przez niego władzy jako prezesa Sądu Rejonowego w Olsztynie wobec sędziego Pawła Juszczyszyna, który wystąpił o ujawnienie list poparcia sędziów, członków Krajowej Rady Sądownictwa, ukształtowanej ustawą z 8 grudnia 2017 r., a także konsekwentną odmową dopuszczenia Pawła Juszczyszyna do pełnienia funkcji sędziego, pomimo podlegających wykonaniu orzeczeń sądów o zabezpieczeniu roszczenia, a następnie o ustaleniu, że sędziemu Pawłowi Juszczyszynowi przysługują wszelkie prawa i obowiązki służbowe wynikające z powołania do pełnienia urzędu sędziego. Jako kolejny argument Bodnar wskazał jego drugą kadencję jako członka Krajowej Rady Sądownictwa, która „nastąpiła w sytuacji, w której – co najmniej od 19 listopada 2019 r. (wyrok TSUE w sprawie AK przeciwko Polsce, nadto uchwała połączonych izb Sądu Najwyższego z 23 stycznia 2020 r.) wśród sędziów było powszechnie wiadome, że KRS ukształtowana ustawą z 8 grudnia 2017 r. nie spełnia kryteriów niezależności od władzy wykonawczej i ustawodawczej". Za odwołaniem Nawackiego głosowali wszyscy sędziowie ze zgromadzenia sądu okręgowego.